# Oreoglanis macropterus
Oreoglanis macropterus är en fiskart som först beskrevs av Vinciguerra, 1890.  Oreoglanis macropterus ingår i släktet Oreoglanis och familjen Sisoridae. IUCN kategoriserar arten globalt som livskraftig. Inga underarter finns listade i Catalogue of Life.